# Elfe noir
 (juin 2016).
Si vous disposez d'ouvrages ou d'articles de référence ou si vous connaissez des sites web de qualité traitant du thème abordé ici, merci de compléter l'article en donnant les références utiles à sa vérifiabilité et en les liant à la section « Notes et références ».
 (décembre 2014).
- Si vous ne connaissez pas le sujet, laissez ce bandeau (vous pouvez alors contacter les auteurs).
- Si vous supprimez le contenu mis en cause (vous pouvez préalablement contacter les auteurs),

argumentez précisément cette suppression dans la page de discussion
(un manque de référence n'est pas un argument ; une recherche réelle de référence doit avoir été effectuée, être formellement documentée).

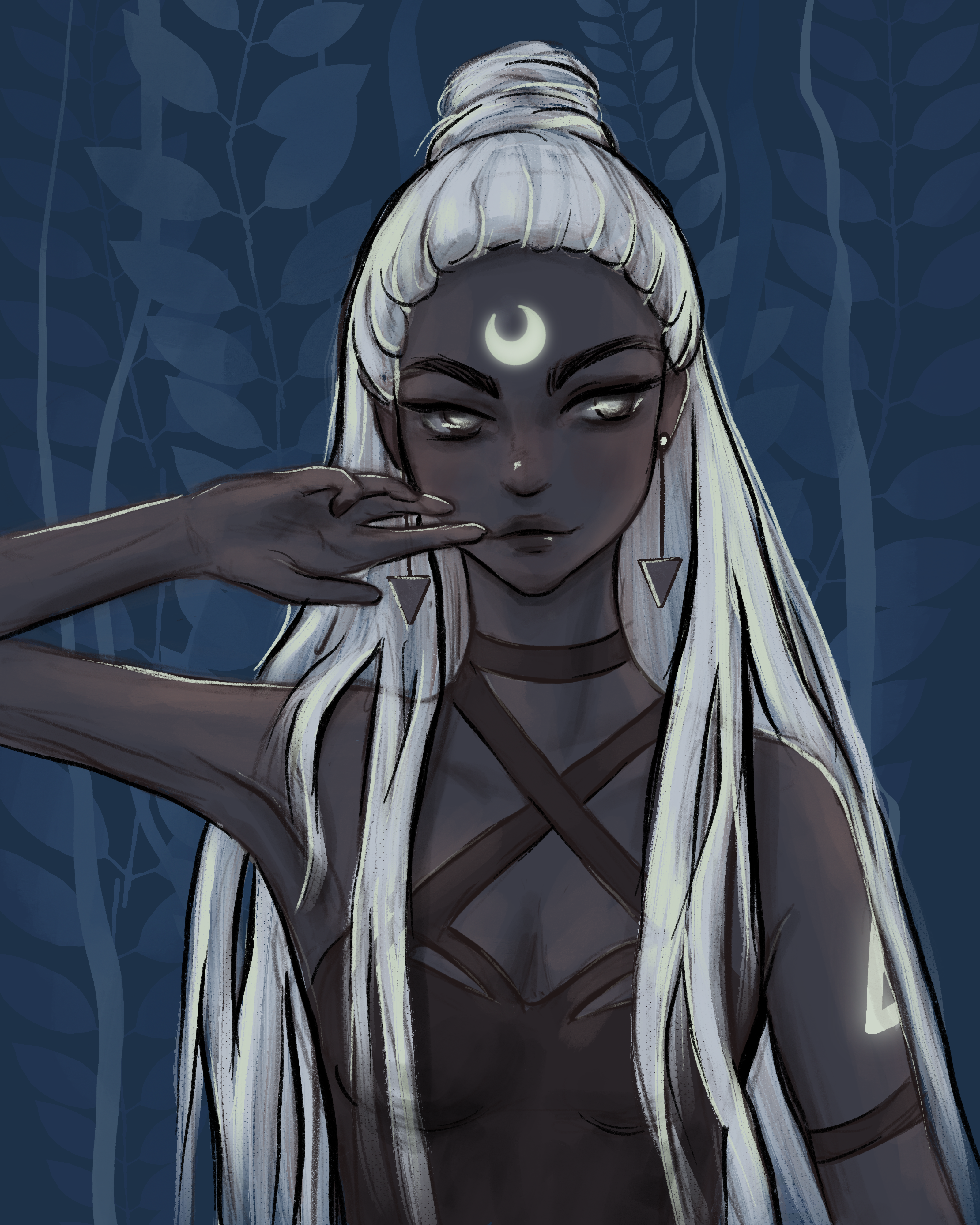
Exemple d'elfe noir

Les elfes noirs sont une sorte d'elfes apparaissant dans des univers médiéval-fantastiques. 

## Les elfes noirs dans la mythologie et le folklore
- Si vous ne connaissez pas le sujet, laissez ce bandeau (vous pouvez alors contacter les auteurs).
- Si vous supprimez le contenu mis en cause (vous pouvez préalablement contacter les auteurs),

argumentez précisément cette suppression dans la page de discussion
(un manque de référence n'est pas un argument ; une recherche réelle de référence doit avoir été effectuée, être formellement documentée).

### Mythologie nordique
Dans la mythologie scandinave, les svartálfar (« Elfes à la peau sombre » ou « Elfes noirs »), parfois considérés comme les synonymes des dvergar (« nains »), sont des créatures souterraines qui vivent dans le monde de Svartalfheim. En effet, l'historien et mythographe islandais Snorri Sturluson se réfère parfois aux nains nordiques en tant que « elfes sombres » (dökkálfar) ou « elfes noirs » (svartálfar), mais c'est un abus de langage. Il s'agit de deux types de créatures différentes : les Elfes sombres habitant en Svartalfheim, tandis que les nains sont en Nidavellir. Les svartálfar originels travaillaient les forges du plus bas niveau de l'arbre du monde. Ils peuvent être aussi bien bénéfiques que maléfiques. Ces créatures n'étaient en effet pas considérées comme mauvaises à l'origine, et la peau noire ou sombre venait du fait qu'elles travaillaient à la forge. En ce qui concerne les nains, il n'est pas certain que cela ne désigne pas une croyance scandinave médiévale plus tardive. Les dökkálfar (« Elfes sombres ») sont des esprits ancestraux masculins qui peuvent protéger le peuple, bien que certains puissent être menaçants, surtout quand on fait preuve d'impolitesse à leur égard. Ils évitent généralement la lumière, bien qu'ils ne soient pas toujours souterrains.
Snorri Sturluson, auteur parmi d'autres choses de la Jeune Edda, les distingue des ljósálfar (« Alfes lumineux ») de l'Álfheim, qui sont simplement appelés elfes dans la plupart des sources.

### Mythologie celtique
Dans la langue celtique, les Daoi-Sith (ou Daoine Sidhe) sont des « elfes sombres », alors que les Du-Sith (ou Erdluitle) sont des « elfes noirs ». Les deux termes sont obscurs, et le second semble avoir été employé comme nom propre. À l'exception de légendes ambiguës d'origine incertaine dont une qui impliquerait un certain Sir Lachlan Mor M'Clean , il n'y a pas de mythes ou d'histoires connus qui soient associés à ces créatures dans la mythologie celtique, donc il est impossible de dire si elles étaient même considérées comme des elfes ou comme tout autre chose. Elles pourraient cependant être liées aux trow du folklore écossais, voire des précurseurs directs.

### Sir Lachlan Mor M'Clean
Il est difficile de reconstruire cette histoire légendaire sans réunir les divers morceaux que l'on peut trouver dans des ouvrages tels que Encyclopaedia of Occultism par Lewis Spence, le roman Démons de Bruno Duguet, Superstitions et Survivances, auteur inconnu, paru en 1896… La légende raconte qu'un aventurier écossais, Sir James Mac Donald, arrivant dans la ville de Manoasca (autrefois nommée Manus Quartus) aurait sauvé la vie d'un mystérieux justicier, lui-même étant venu en aide à de pauvres gens. Il découvrit ensuite avec surprise que cette être était différent d'un humain normal. Ce dernier pour le remercier de l'avoir aidé lui raconta son histoire et fit la promesse de payer sa dette.
L'être étrange lui raconta que la cité fut autrefois une forêt abritant des elfes et des gorilles blancs vivant en parfaite harmonie. Les elfes habitants une cité en bois dans les arbres et les gorilles vivant en bas. Mais, un jour, l'un des elfes trahit son peuple influencé par une colonie d'elfes sombres qui convoitaient le territoire. Il déclencha un conflit entre les gorilles et les elfes, poussant ces derniers à s'enfuir. Mais avant cela, en pleine panique, le vieux sage de la cité maudit le traître en lui lançant un sort qui devait l'empêcher de quitter les lieux. N'ayant pas de nouvelles de leur âme damnée, les elfes sombres en conclus qu'il avait été découvert trop tôt et partirent. Des siècles plus tard, les hommes arrivèrent et trouvèrent une vieille cité en bois délabrée dans les arbres et quelques gorilles en pleine extinction. Ils bâtirent ici leur cité en la nommant « Manus Quartus » (quatre mains). Cependant le traître, devenu un Du-Sith, restait enchaîné à la cité, ne pouvant quitter que temporairement les lieux tant qu'il n'avait pas rattrapé le mal qu'il avait fait. Ce qu'il s'efforçait de faire depuis des siècles, chaque vie sauvée lui apportant un peu plus de liberté.
Des années plus tard, en Écosse, durant la bataille de Trai-Gruinard à Islay en 1598, Sir James Mac Donald est en mauvaise posture face à son opposant : Sir Lachlan Mor M'Clean, quand tout à coup une flèche semblant venir de nulle part perfora ce dernier. Agonisant sur le sol, Sir Lachlan Mor M'Clean balbutia à l'archer s'approchant de lui : « But who are you ? », ce à quoi il répondit : « I am called Du-Sith, and you were better to have me with you than against you. » Puis il lança un regard à James Mac Donald signifiant que sa dette avait été payé et disparut.

### Folklore desîles Britanniques
Dans les Orcades, les trow sont similaires aux svartalfar ou aux trolls et nains scandinaves, et habitent les mines et les grottes. Ils peuvent être bons mais sont plus souvent maléfiques.
Dans la mythologie irlandaise, un drow est un monstre de pierre appartenant aux Fomoires, similaire à un troll scandinave.

## Les elfes noirs dans la fiction

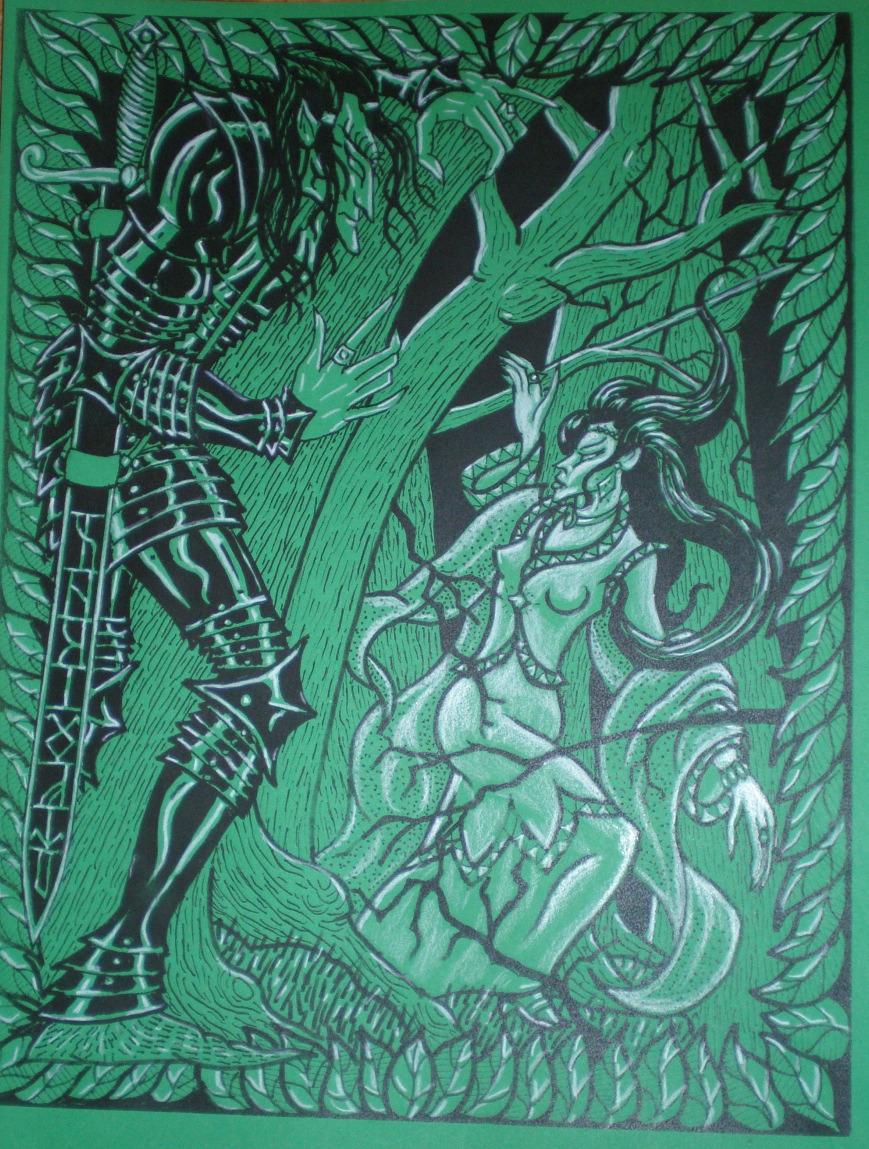
Eol et Aredhel (Le Seigneur des Anneaux)

De nombreux auteurs de fantasy incluent des elfes noirs dans leurs œuvres. Le plus souvent, bien que ces auteurs soient inspirés par les légendes européennes, d'autres influences font que les elfes noirs ne ressemblent plus beaucoup à ceux des anciennes légendes.
En bonne partie à cause de l'influence du jeu de rôle Donjons et Dragons, et peut-être aussi de la tendance toujours croissante à la synthèse des différentes mythologies, il n'est pas inhabituel pour les trowes et les drowes, ainsi que les elfes noirs et sombres, d'être représentés comme des versions belles mais dangereuses et parfois corrompues des elfes lumineux nordiques qui ont remplacé les petits elfes féeriques britanniques.

### Tolkien(Le Seigneur des anneaux)
Voir Eöl

### Age of Wonders
Le scénario de la série de jeux vidéo Age of Wonders commence avec l'arrivée des humains dans la vallée des merveilles et le meurtre du chef des elfes. Cet événement déclenche la séparation de la race elfique en deux : les elfes lumineux et les elfes noirs. Les elfes lumineux souhaitent rester en paix avec les humains, alors que les elfes noirs veulent se venger en détruisant toute trace de l'humanité. Le joueur doit choisir une des deux factions dans la campagne.

### Arcanum: Engrenages et Sortilèges
Les elfes noirs du jeu de rôle sur ordinateur Arcanum suivent les vieilles croyances elfiques, selon lesquelles les elfes sont supérieurs à toutes les autres races. Ils ont aussi choisi d'attaquer activement les humains parce que leur technologie interfère avec la magie elfique et parce qu'ils détruisent les forêts elfiques. Si le joueur choisit le côté du mal, il peut travailler avec les elfes pendant un certain temps. Dans Arcanum, les elfes noirs n'ont pas l'air physiquement différents des autres elfes ; seule diffère leur éthique.

### Les Chroniques de la guerre de Lodoss
Les elfes noirs du monde de Forceria ont la peau brune et ne sont pas toujours maléfiques, bien qu'ils soient alliés avec les forces de Marmo, les ennemis des héros de l'histoire. Ces elfes noirs sont capables d'amour et de loyauté profondes.

### Cycle d'Elric
Dans cette œuvre de Michael Moorcock, le peuple des Melnibonéens est censé être supérieur aux Hommes (mais interfécond avec eux), et a choisi la voie des dieux du Chaos. On peut donc y voir un archétype des Elfes noirs, bien que le terme même d'elfe soit absent de l'œuvre, et c'est d'ailleurs cette vision qui a influencé de nombreuses autres créations.
Jadis, les Melnibonéens adoraient la Balance, la force d'harmonie du Million de Sphères. Ils bâtirent un grand empire avec son aide. Mais l'avidité de certains se montra la plus forte et une rébellion se leva, qui prônait l'adhésion au Chaos afin de pouvoir étendre d'Empire plus loin encore, et de pouvoir jouir de plaisirs encore plus variés et pervers. Une guerre civile s'ensuivit qui vit la fuite finale des adorateurs de la Balance vers l'Orient inconnu.
Les Melnibonéens chaotiques ne sont pas vraiment mauvais. Ils sont simplement décadents, orgueilleux et insensibles. Depuis longtemps repliés dans leur cité d'Imrryr, ayant perdu tout leur immense empire multidimensionnel, ils passent leurs journées en orgies, transes narcotiques et créations magico-artistiques. Des esclaves humains drogués les servent et les nourrissent.
Elric, doué d'une empathie et d'une volonté inhabituelles, verra le danger de cette décadence et cherchera un moyen de l'inverser. Il ne réussira qu'à détruire le monde.

### Disciples II
Les elfes noirs du jeu vidéo Disciples II sont des elfes morts qui ont été réanimés pour servir Mortis, reine des hordes de morts-vivants. Ils sont généralement perdus et confus mais poussés en avant par Mortis.

### Le Donjon de Naheulbeuk
Dans l'univers du Donjon de Naheulbeuk, les elfes noirs, également appelés elfes du chaos ou drows, sont une race elfes chaotiques à la peau noire et aux cheveux argentés. Ils descendent tous d'un groupe d'elfes meuldors naïfs pervertis par les dieux du chaos.
En principe, les elfes noirs sont des mortels mais, leur espérance de vie ayant oublié d'être définie, ils peuvent vivre indéfiniment alors que les autres elfes sont théoriquement immortels mais peuvent mourir pour des raisons autres que l'âge : ce qui revient au même.

### Donjons et Dragons
On les retrouve dans le multivers de Donjons et Dragons notamment grâce à l'auteur R.A Salvatore, surtout dans les mondes de Greyhawk, des Royaumes oubliés et d'Eberron, les elfes noirs sont appelés drows. Ils ont la peau noire, les poils et les cheveux blancs et sont en majorité maléfiques. De nombreux autres jeux et ouvrages de fantasy ont pris comme base les drows de Donjons et dragons pour leurs races d'elfes noirs, elfes sombres ou elfes de la nuit.
Dans le décor de campagne de Lancedragon, les elfes noirs ne sont pas une sous-race séparés des elfes (en fait, les drows des autres mondes n'existent pas dans celui-là). À la place, « elfe noir » est un terme appliqué à un elfe expulsé de la société elfique, typiquement (mais pas toujours) à cause de pratiques maléfiques.

### The Elder Scrolls
Dans la série de jeux de rôle sur ordinateur The Elder Scrolls, les elfes noirs (souvent appelés Dunmer) vivent généralement pacifiquement avec les autres races. Ils représentent la race principale de la province de Morrowind, leur province natale, et tiennent plusieurs des plus hautes positions d'autorité. En plus, beaucoup de la mythologie autour de Morrowind tourne autour d'eux. Ils sont généralement de nature conservatrice, étant très dévoués à leur panthéon de divinités, et sont méfiants vis-à-vis des « étrangers ». La culture dunmer est divisée entre les groupes sédentaires des villes et les tribus de Cendrais nomades. La « noirceur » de leur tempérament se voit surtout dans leur morbidité. Les Dunmer ont la réputation d'avoir été punis avec leurs yeux rouges et leur peau bleu sombre par Azura, une des daedras les plus éminentes, que ce soit pour lui avoir désobéi à un des moments les plus cruciaux de leur histoire, ou pour s'être tournés vers le culte du tribunal, alors que le tribunal tuait Nerevar, le sauveur des Dunmer. De nombreux érudits impériaux préfèrent la théorie selon laquelle la peau bleu-gris vient d'une adaptation aux fréquentes éruptions volcaniques du Mont Écarlate.
En fait, le terme « Dunmer » signifie plutôt « elfes maudits » que « elfes noirs ». Mais le terme d'elfe noir est bien moins désobligeant. Bien qu'ils soient généralement civilisés, les Dunmer possèdent de nombreux traits sauvages et barbares. Même si le tribunal conserve une paix générale dans le peuple, la guerre des maisons parmi la classe régnante reste forte dans les mémoires. En plus, grâce à l'armistice qui a permis à Morrowind de conserver ses propres lois, c'est la seule province qui pratique l'esclavagisme des races « inférieures », ce qui correspond pour les Dunmer à la plupart des autres races et même aux autres elfes.

### EverQuest
Dans le MMORPG EverQuest, les elfes noirs sont une race qui peut être sélectionnée par un joueur lors de la création de personnage. Ils ont les mêmes talents pour la magie que les autres elfes. Ils peuvent suivre les classes de clerc, enchanteur, fléau d'ombre, guerrier, magicien, maraudeur, nécromancien, ou sorcier. Les divinités qu'ils suivent sont celles du mal, comme leur créateur Innoruuk ou le dieu Solusek Ro. Ils peuvent aussi vouer allégeance à d'autres dieux tels que Bristlebane ou Rallos Zek.
Les elfes noirs sont les rejetons d'Innoruuk, qui les a créés à partir des elfes de Tunare et des Y'dals du plan de la Haine. Ils sont relativement similaires aux autres types d'elfes de Norrath, mais ont plus tendance à suivre des voies maléfiques : nécromancie, mort et destruction. Les elfes noirs ont une peau de couleur bleu sombre et sont des créatures très fragiles. Ils mesurent environ 1,80 m de haut. Les elfes noirs habitent à Nériak, qui est une grande ville en trois sections. Ils ont tendance à aimer l'obscurité et les souterrains, et s'allient avec les ogres et les trolls. Ils ont une haute agilité et une haute intelligence.
Les elfes noirs apparaissent aussi dans d'autres jeux de la série EverQuest, en particulier dans sa suite EverQuest II.

### Final Fantasy IV
Dans le RPG Final Fantasy IV, l'elfe noir possède le cristal de la terre, qu'il a volé au paisible royaume de Toroia. Le joueur a la tâche de retrouver ledit cristal, une tâche compliquée par la capacité de l'elfe noir à manipuler les champs magnétiques : l'équipement métallique ne fonctionne pas dans les grottes où il habite.
Dans Final Fantasy IV Advanced, le joueur perd en faveur de l'elfe quand ils ramassent la harpe jumelle d'Edward. Cependant, Edward aide le joueur en jouant de la harpe, ce qui brise le champ magnétique et permet au joueur de s'équiper en métal.

### Les royaumes oubliés
Les elfes noirs (ou Drow) apparaissent dans Les Royaumes Oubliés. Drizzt Do'Urden appartient à cette race.

### Lineage
Les elfes noirs apparaissent dans des extensions du MMORPG coréen Lineage. Dans sa suite, Lineage II, les elfes noirs sont une des six races que peut incarner le joueur. Les elfes noirs étaient autrefois des elfes lumineux qui ont été bannis pour avoir employé de la magie noire. Ils ont des traits opposés aux elfes lumineux : les elfes lumineux manient la magie blanche et sont rapides et agiles, mais manquent de force offensive. Les elfes noirs manient la magie noire, ont de grandes capacités offensives grâce à leur force physique et mentale supérieure, et sont presque aussi agiles que les elfes lumineux. Cependant, les elfes noirs souffrent de faibles capacités défensives, et ont plus tendance à être assommés. Comme avec chaque race (sauf les nains), les elfes sombres sont séparés en deux classes, le guerrier et le mystique, ce qui ouvre plusieurs possibilités de style de jeu. Ils vénèrent Shillien, la déesse de la mort, et sont considérés comme maléfiques.

### Megaman Zero
Dans le jeu vidéo Megaman Zero, l'elfe noir a été créé comme l'arme ultime pendant la période de développement du cyber elfe, vers la fin des guerres des mavericks. Selon la légende, l'X original a employé le pouvoir de cet elfe pour finalement détruire Sigma pour de bon, en mettant ainsi fin à des années de combats constants. Après la construction de Neo Arcadia, l'elfe fut volé d'un laboratoire et employé par le maléfique Dr Weil pour déclencher les guerres elfiques. X et Zero ont, ensemble, arrêté Weil et son reploid Omega, et après que Zero est entré en animation suspendue pour cent ans, X a scellé l'elfe pour de bon en employant son propre corps comme sceau.

Thor: Le Monde Des Ténèbres

### Midkemia
Des elfes noirs figurent dans Midkemia, l'univers créé par Raymond Elias Feist dans sa série de romans Les Chroniques de Krondor. Les elfes noirs de Midkemia, nommés moredhel, ressemblent aux elfes (eledhel) et aux elfes barbares (glamredhel), mais ont les cheveux sombres. Ils sont plutôt belliqueux car ils suivent le chemin des puissances obscures. Ils habitent surtout les terres du Nord et le continent de Triagia, et sont le plus souvent vus dans des terres plus peuplées pour y piller et voler. Certains des moredhel reviennent habiter avec les eledhel à travers un changement intérieur et extérieur nommé le Retour, mais ils sont souvent tués par leurs frères avant d'atteindre le foyer des elfes, Elvandar.
La vérité, uniquement connue des elfes et de quelques amis des elfes, est que les moredhel et eledhel appartiennent à la même race qui était esclave des valheru. Quand ces derniers disparurent, les esclaves ouvriers se retournèrent contre les coutumes maléfiques de leurs anciens maîtres et sont devenus les eledhel, pendant que les esclaves de maison, qui avaient été plus proches de leurs maîtres, reprirent leur ambition et leurs méthodes et devinrent les moredhel. Les eldar, gardiens de la connaissance et des objets les plus sacrés des valheru, quittèrent Midkemia et déménagèrent pour le monde de Kelewan, en secret puisqu'ils tuent tous ceux qui tentent de pénétrer leur forêt.
Les moredhel ont un rôle significatif dans le roman Ténèbres sur Sethanon et le jeu vidéo Betrayal at Krondor.

### Might and Magic
Dans l'univers d'Ashan, où se déroulent le jeu vidéo Heroes of Might and Magic V et le jeu Dark Messiah of Might and Magic, les elfes noirs sont une faction renégate d'elfes qui vivent dans des villes souterraines du pays de Ygg Chal et vénèrent Malassa, le dragon des ténèbres, alors que les elfes des bois du royaume d'Irollan vénèrent Sylanna, le dragon de terre. Alors que traditionnellement les deux types d'elfes se détestent cordialement, l’événement le plus récent de l'histoire d'Ashan, la guerre de la reine Isabel, a vu la première alliance militaire entre les deux communautés, plus particulièrement entre Findan d'Irollan et Raelag d'Ygg Chal.

### Sacred
Dans ce jeu, il est décrit que les elfes noirs et les elfes sylvains proviennent, à l'origine, d'une seule race d'elfes qui s'est scindée à la suite de divergences. Les elfes sylvains puisent leurs pouvoirs dans la nature, tandis que les elfes noirs puisent leurs diverses habilités dans l'utilisation de divers poisons, de techniques de combat rapproché avec des lames empoisonnées. Leur société est devenue matriarcale et seules les femmes peuvent y exercer la magie. Les elfes noirs préfèrent de loin vivre dans l'obscurité et aiment voir et sentir le goût du sang. Ils vivent principalement dans la zone qui s'étend de Zhurag-Nar (leur capitale) aux Hautes-Marches.
Il est possible de jouer un elfe noir dans le jeu vidéo Sacred.

### Shadowrun
Comme la plupart des races métahumaines de l'univers du jeu de rôle sur table Shadowrun de nombreux elfes naissent avec les mêmes appartenances ethniques que les humains normaux, ce qui signifie qu'il y a des elfes africains, indiens ou arabes, par exemple. Cependant, ce qui se rapproche le plus d'un elfe noir dans Shadowrun est le sous-groupe d'elfes nommé les nocturnes, dont la plupart viennent d'Europe. Les nocturnes ont une aversion à la lumière du jour et diffèrent des autres elfes par la fine fourrure qui couvre leur corps, qu'on ne peut distinguer de leur peau de loin et le plus souvent de couleur noire, violette ou bleu sombre. Les médias populaires les appellent elfes noirs, et le groupe est parfois stéréotypés comme faisant partie d'une secte ou d'une race métahumaine « maléfique ».

### Warhammer
Dans le monde de fiction de Warhammer et Warhammer 40.000, les elfes noirs (appelés Eldars Noirs dans Warhammer 40.000) sont majoritairement maléfiques, ne vivent pas sous terre, ont la peau blanche, les cheveux et les yeux profondément noir.
Dans l'univers de Warhammer, Ils se donnent le nom de Druchii, et sont en fait des descendants des hauts elfes qui suivirent Malekith le Roi Sorcier lorsqu'il tenta de prendre le trône phenix d'Ulthuan, l'île sacrée des hauts elfes, et en furent donc banni pour l'éternité. Ils vivent à Naggaroth, une terre désolée et froide où les habitants sont cloîtrés dans d'immenses villes et se comportent en pillards cruels, détestant leur prochain et les autres races avec plus de hargne encore, et vouant une haine incommensurable à leurs opposés lumineux, les hauts elfes d'Ulthuan.
Les Druchiis sont dirigés par la poigne brutale du Roi Sorcier Malekith et de sa mère la sorcière Morathi avec qui il semble entretenir un amour incestueux. Ils siègent sur le trône de fer situé à Naggarond, la capitale. Les Druchiis prient le dieu du Meurtre (Khaine), de la mort (Ereth Khial), de la magie noire (Hekatie). Khaine reste le dieu majoritaire à Naggaroth. Il est vénéré plus particulièrement par la secte des furies, sauvages assoiffées de sang qui sacrifient leurs congénères lors de la Nuit des Supplices. Lors de cette nuit rituelle qui a lieu une fois par an, les Furies arpentent les rues des villes et capturent quiconque croisera leur chemin. Elles amènent les malheureux aux autels de Khaine pour les égorger afin de remplir les Chaudrons de Sang des matriarches, dont celui de leur matriarche suprême nommé le Hellebron. Elles y prennent alors des bains de sang qui leur permet de rajeunir et leur confère alors un semblant d'immortalité.
Les elfes noirs sont les vrais responsables de la « Guerre de la Barbe », la grande guerre qui a brisé l'alliance entre les elfes et les nains. Mais seul les elfes ont connaissance de ce fait et quand bien même, les nains refusent d'y croire.
Dans l'univers de Warhammer 40.000, les eldars noirs vivent dans la cité extradimensionnelle de Commorragh, d'où ils lancent des raids contre le reste de la galaxie. Les esclaves capturés lors de ces raids sont ramenés à Commorragh où ils servent de jouets.